# Vassili Prontchichtchev
Vassili Vassilievitch Prontchichtchev (en russe : Василий Васильевич Прончищев, ISO 9 : Vasilij Vasil'evič Prončiŝev ; né en 1702 et mort le 29 aout 1736 (9 septembre dans le calendrier grégorien)) est un explorateur et un officier de marine russe.

## Biographie
Issu d'une famille de la noblesse polonaise, après des études à l'École de mathématiques et de navigation de Moscou où il est entré en 1714, Vassili Prontchichtchev devient en 1718 cadet de la marine russe. Il sert dès 1724 dans la flotte de la Baltique et devient pilote en 1727.
En 1733, il est promu au grade de lieutenant et commande un des groupes de la deuxième expédition du Kamtchatka, chargée de cartographier la côte de l'océan Arctique entre l'embouchure de la Léna et celle de l'Ienisseï.
Le 29 juin 1735, le Irkoutsk, commandé par Peter Lasinius et le Iakoutsk, commandé par Prontchichtchev partent ensemble. Ils descendent la Léna, depuis Iakoutsk, doublent le delta de ce fleuve et se séparent pour suivre chacun un des bras du fleuve. 
Prontchichtchev rencontre des glaces flottantes le 16 août. Le 25, il s'arrête pour hiverner à l'embouchure du fleuve Oleniok (ou Olenek). Pendant l'hivernage, il cartographie le delta de la Léna jusqu'au Oleniok. Le Iakoutsk reprend la navigation le 3 août 1736 et contourne les îles Beguitchev en baie de Khatanga le 14 avant de longer la péninsule de Taïmyr vers le nord. Le 20 août, il baptise les îles Saint-Samuel (aujourd'hui îles Komsomolskaïa Pravda depuis 1935). Bloqué par les glaces, il décide, le lendemain, de faire demi-tour et cherche à hiverner en baie de Khatanga, mais, le manque de ressources des parages et l'affaiblissement de son équipage, le résigne à rejoindre l'embouchure de l'Oleniok qui est atteinte le 28 août. Malade du scorbut, il meurt le 30 août 1736. Le commandement de l'expédition est confié au pilote Semion Tcheliouskine. 
Prontchichtev est inhumé sur la rive de l'Oleniok le 6 septembre. Sa femme meurt le 11 septembre et est enterrée à ses côtés. 
Prontchichtchev et sa femme Tatiana (souvent nommée Maria, son véritable prénom n'ayant été découvert qu'en 1983), malgré les difficultés, avaient ainsi atteint le rivage oriental de la péninsule de Taïmyr.
En dépit de ses nombreux morts, l'expédition fut un succès et atteignit tous ses objectifs. Pendant son périple, Vassili Prontchichtchev découvrit un grand nombre d'îles au large des côtes de la péninsule de Taïmyr (îles Faddeï, îles Komsomolskoï Pravdy, îles Saint-Pierre). Son expédition fut la première à cartographier avec précision la Léna entre Iakoutsk et son estuaire, ainsi que le littoral de la mer des Laptev entre l'embouchure de la Léna et le golfe de Faddeï. L'épouse de Prontchichtchev, Maria Prontchichtcheva est considérée comme la première femme explorateur polaire. Après leur mort, ils furent tous les deux enterrés à l'embouchure du fleuve Oleniok.
Une partie de la côte orientale de la péninsule de Taïmyr et une crête montagneuse entre l'embouchure de l'Oleniok et le fleuve Anabar, porte le nom de Vassili Prontchichtchev. Le brise-glace Vassili Prontchichtchev, construit en 1961 à Leningrad, doit également son nom à l'explorateur de l'Arctique.
La baie Maria Prontchichtcheva, dans la mer de Laptev, porte le prénom ainsi erroné de sa femme.